# Грань безумства
«Грань безумства»(англ. Edge of Madness)-драматична кінокартина 2002 року від режисера Енн Вілер.За оповіданням Еліс Манроу "Будинок в диких хащах".

## Сюжет
Канада, Манітоба, Ред Рівер Валлей, 1851. Головна героїня картини - дівчина на ім'я Енні. Одного разу вона змучена приходить в покинутий форт, де робить щиросерде зізнання у вбивстві, яким дивує всіх присутніх. Виявляється, що не так давно вона вбила власного чоловіка, а тепер не може спокійно жити з таким тягарем на душі. Світовий суддя Генрі Маллен, який тільки починає свої кроки в судочинстві, чомусь сумнівається в тому, що молода жінка каже правду. Дізнавшись, що Енні освічена дівчина, француженка, що не обділена розумовими здібностями, Генрі не повірив, що вона могла піти на злочин. Він вирішив, що в цій історії є якась таємниця, адже не могла ж тендітна дівчина просто так накинутися на свого чоловіка і позбавити його життя. 
Все ж Енні потрапляє до в'язниці, а там починає листування зі своєю подругою, але ці листи потрапляють не за адресою, а в руки до судді (йому вдається їх перехопити). Почавши читати, Генрі дізнається всі подробиці життя дівчини. У листах вона розповідає всі жахи спільного життя з працьовитим, але дуже жорстоким чоловіком Саймоном, а також про свій роман з його братом Джорджем, з яким у неї були справжні почуття.

## В ролях
- Брендан Фер ..... Саймон Херрон
- Пол Йоханссон ..... Генрі Мален
- Корі Сев'є ..... Джордж Херрон
- Джонас Черник..... Вільям Селор
- Каролін Давернас ..... Енні Херрон